# Bowerhill
Bowerhill är en by i Wiltshire distrikt i Wiltshire i England. Byn ligger 7,2 km 
från Trowbridge. Orten har 3 275 invånare (2001).